# 平野昌繁
平野 昌繁（ひらの まさしげ、1939年 - 2024年1月16日）は、日本の地形学者。2003年3月、大阪市立大学文学部教授を退任。大阪市立大学名誉教授。理学博士。

## 略歴
1939年、東京都生まれ。
1963年に大阪市立大学理学部地学科卒業、1968年、同大学院理学研究科博士課程地質学専攻を単位取得退学。日本学術振興会奨励研究員をへて、大阪市立大学文学部教授に着任。
2003年、同大学教授を退任。
2019年、瑞宝中綬章受章。
2024年1月16日に死去。没後に正四位に追叙された。

## 研究テーマ
地形学の原点のひとつに位置するプトレマイオスが述べたことに「地理学は知られている世界を統一体とみなして、その自然と位置を示す。」というものがあり、その目的は、個別的特性の表現ではなく、全体の考察にあるとしている。平野はこれが現在においても傾聴に値するものであると考え、これに一石を投じるため研究を行っている。研究の成果としては、変分法（変分計算）を用いて、地理学の理論の一端に対して明確な数学的表現を与えたということが挙げられる。
変分原理
地表において、ある現象が一定の道路にそって起こったり、ある行為が一定の道の上で行われるとき、その経路は目的を達成するにあたって最も合理的なものとして決定される。これを変分原理（variation principle）と言い、それを解析的に求める技術が変分法（variation calculus）である。変分原理は、 「ある一定の時間内もしくは経過途上における変化が、その系の中に含まれるある量が極値（最大または最小）となるように行われる。」ことを主張する。した がって、原理的には一連の変化ないし過程が終了して（目的地に到着して）から、その過程を評価することになる。その意味では、変化途上における変化の方向 を評価する微分法とは対照的であるが、解析的な考え方（数学的な概念）としては、微分法の拡大であるといえる。これは、地理的な世界で起こる現象を支配する基本原理として高く評価されている。
ミラージ現象
質量拡散モデル

## 著書
- 『地すべり・崩壊・土石流』（鹿島出版会 （共著）全334頁（pp.124-191, pp.263-320）、1980年）
- 藤田崇, 三田村宗樹, 平野昌繁, 升本眞二, 横田修一郎他『地すべりと地質学』（古今書院、2002年）
- 『変分原理の地理学的応用』（古今書院、2003年）

## 学術論文
- 「斜面発達とくに断層崖発達に関する数学的モデル」『地理学評論』39巻5号（1966年）
- 「断層崖の地形計測とその結果の解釈」『地球科学』21巻3号（1967年）
- 「隆起運動と斜面形の発達-その理論的考察-」『地球科学』21巻5号（1967年）
- 「数学的モデルからみた山麓緩斜面あるいは組織地形」『地理学評論』40巻10号（1967年）
- 「斜面形を中心とする河川小流域の地形解析」『地球科学』22巻3号（1968年）
- 「斜面発達モデルの比較検討」『新砂防』22巻1号（1969年）
- 「側圧をうけた花崗岩中に期待される断裂系」『地質学雑誌』77巻4号（1971年）
- 「HRT(起伏量)ダイアグラムによる侵蝕度の量的表現」『地理学評論』44巻9号（1971年）
- 「数学モデルを用いた斜面発達問題へのアプローチ」『人文研究』22巻7号（1971年）
- 「谷壁斜面の勾配変化にみられる規則性とその起源に関する一考察」『人文研究』23巻8号（1972年）
- 「平衡形の理論」『地理学評論』45巻10号（1972年）
- 「表面経路決定のための変分原理の地理学的応用」『人文研究』30巻7号（1978年）
- 「斜面発達モデルと侵蝕係数決定法の問題点」『地形』2巻1号（1981年）
- 「地形変化の数理解析」『地球』6巻5号（1984年）
- 「運搬則と連続条件にもとづく地形方程式の厳密解」『人文研究』36巻2号（1984年）
- 「マスムーブメントの地質構造規制」『地質学論集』28号（1986年）
- 「地質構造解析のためのラプラス法の原理」『地質学雑誌』96巻3号（1990年）
- 「ミラージ現象にもとづく花崗岩風化帯の構造解析」『応用地質』31巻2号（1990年）
- 「地形学における質量拡散モデルとそれに関連した問題点」『地形』11巻3号（1990年）
- 「造構応力と起震力-造構節理と微小地震-」『構造地質』37号（1991年）
- 「ミラージ現象の解析にもとづく流紋岩地域の風化と地形」『応用地質』32巻4号（1991年）

## 翻訳
- A.E.Scheidegger著『理論地形学』（共訳、古今書院、全463頁（pp.80-167, pp.372-410）、1980年）